# Horst Blomeyer-Bartenstein
Horst Hans Heinrich Blomeyer-Bartenstein (* 3. Januar 1918 in Köln; † 14. September 2007 in München) war ein deutscher Jurist, Diplomat und Botschafter.

## Leben
Als Sohn des Majors Hans Heinrich Blomeyer-Bartenstein besuchte er das Maximiliansgymnasium München. Es folgte eine Zeit im Reichsarbeitsdienst und nach Einführung der Wehrpflicht ab 1936 der Dienst in der Wehrmacht. Er war Teilnehmer am Zweiten Weltkrieg und hatte zuletzt den Dienstrang eines Hauptmanns.
Von 1945 bis 1948 studierte er an der Ludwig-Maximilians-Universität München Rechts- und Staatswissenschaften. Im Jahre 1950 wurde er in München mit der Arbeit Die Besetzung eines Gebietes zur Verwaltung auf vertraglicher Grundlage  zum Dr. jur. promoviert. Anschließend war er Assistent am Institut für Völkerrecht an der Universität München. Die zweite juristische Staatsprüfung bestand er im Jahre 1951. Es folgte eine Tätigkeit als Dozent an der Hochschule für politische Wissenschaften in München.

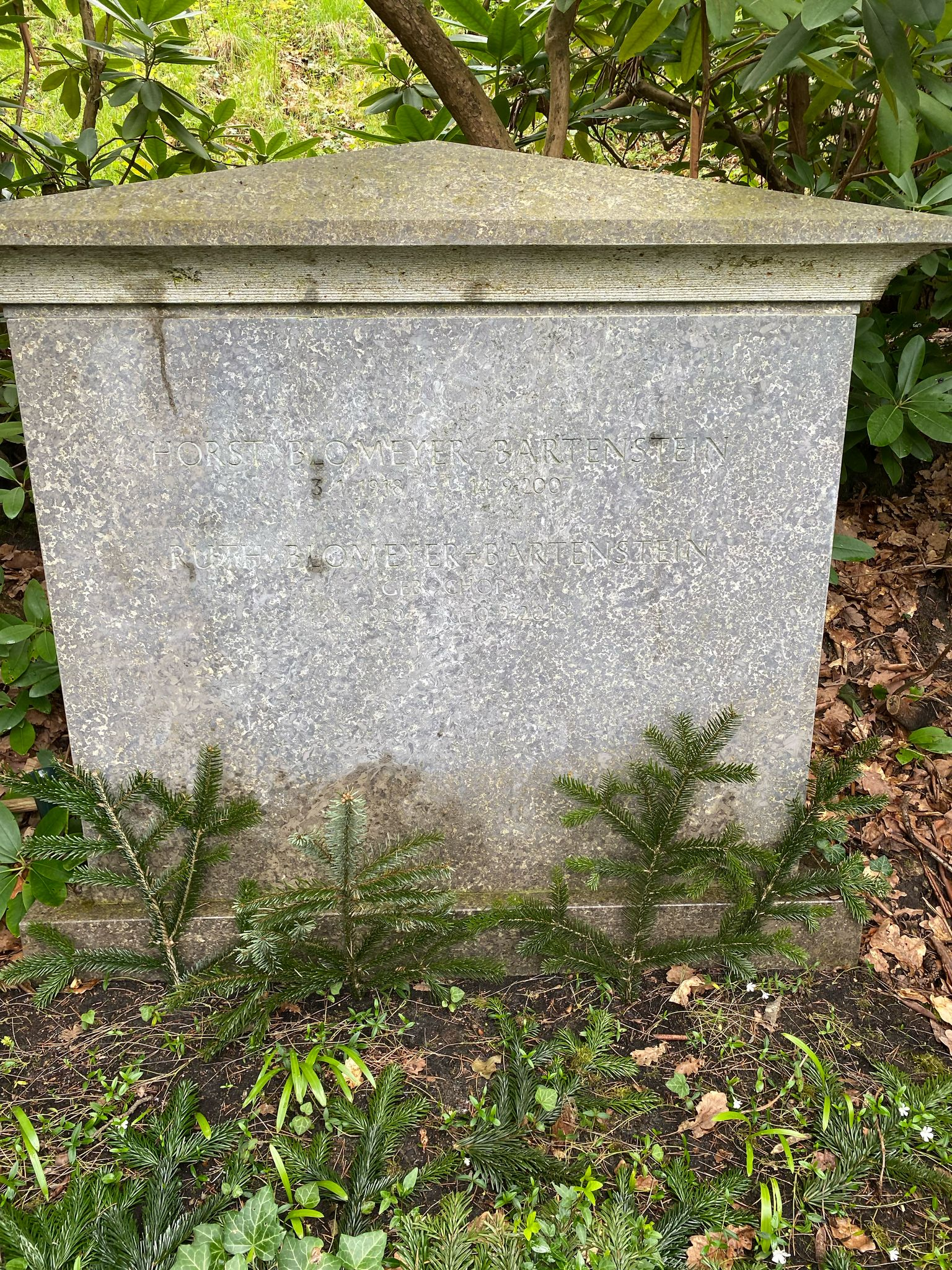
Grabstätte auf dem Friedhof Heerstraße

Ab 1952 war er für das Auswärtige Amt tätig; zuerst in der Bonner Zentrale, dann von 1958 bis 1964 im deutschen Konsulat von San Francisco und der Botschaft in Washington, D.C. Von 1965 an gehörte er der deutschen Vertretung bei der Europäischen Union in Brüssel als Botschaftsrat an. Er kam im Jahre 1966 wieder nach Bonn und leitete dort das Referat Völkerrecht. Als Gesandter und stellvertretender Botschafter arbeitete er von 1969 bis 1975 an der deutschen Botschaft in Paris.
Blomeyer-Bartenstein wurde 1975 Botschafter der Bundesrepublik Deutschland für Australien, Nauru, Papua-Neuguinea, Salomonen und Vanuatu in der Hauptstadt Australiens in Canberra, ab 1980 deutscher Botschafter in Belgien. 1983 ging er in den Ruhestand.
Die Höhepunkte seiner diplomatischen Laufbahn waren die Begleitung von Konrad Adenauer in Moskau und seine Mitarbeit an den Deutschland-Verträgen. Als er in den USA die Bundesrepublik im diplomatischen Dienst vertrat, ereignete sich 1962 die Kuba-Krise.
Seit 1943 war er mit Ruth Maria Chop (1920–2018) verheiratet. Sein Sohn Hans Henning Blomeyer-Bartenstein wurde ebenfalls deutscher Diplomat. Horst Blomeyer-Bartenstein wurde auf dem Berliner Friedhof Heerstraße beigesetzt.

## Schriften
- mit Heribald Närger: Die Dienstaufsichtsbeschwerde und die sogenannte Beamtenbeleidigung. München 1950
- mit Erich Kaufmann: Der polizeiliche Eingriff in die Freiheiten und Rechte. Frankfurt 1951
- mit Richard B. Freund: Observation Posts and Non-Acquisition of Nuclear Weapons. 19. Februar 1964, RG 59
- Die Vorbehaltsrechte des Generalgouverneurs in Australien. In: Heinrich Kipp, Armin Steinkamm: Um Recht und Freiheit. 1977
- The Federal Republic of Germany. Aspects of its Role in the European Community and its relations with Australia. Committee for Economic Development of Australia, Melbourne 1978, ISBN 0-85801-087-9